# Estádio da Luz
Estádio da Luz (officielt Estádio do Sport Lisboa e Benfica) er et fodboldstadium i Lissabon. Stadionet er hjemmebane for fodboldklubben S.L. Benfica.
Det nuværende stadion åbnede i 2003 og har plads til 64.642 tilskuere. Det kostede €118.7 millioner at opføre,  og afløste Estádio da Luz fra 1954, der havde plads til mere end 120.000 tilskuere.
Finalen ved EM i fodbold 2004 blev afviklet på Estádio da Luz, ligesom UEFA Champions League finalen 2014 gjorde det.
Senest blev UEFA Champions League finalen 2020 afviklet på Estádio da Luz, da det originale stadion i Istanbul ikke var ideelt grundet coronaviruspandemien